# Samaritanismo
El samaritanismo es una religión étnica abrahámica monoteísta del pueblo samaritano, un grupo etnorreligioso que se originó en los antiguos israelitas. Su texto sagrado principal es la Torá de los samaritanos que los samaritanos creen que es la versión original sin cambios de la Torá. El lugar más sagrado para los samaritanos en su fe es el monte Guerizín (cerca de la actual Nablus), a diferencia del judaísmo, que tiene el Monte Moriá (Jerusalén) como su monte santo.
Probablemente en el samaritanismo, al igual que en el judaísmo, llegó a haber cismas y disputas religiosas, de las cuales poco se sabe; sin embargo, hoy en día, a causa del escaso número de samaritanos que todavía quedan, no existe más que una sola corriente religiosa.

## Creencias
El samaritanismo es una religión que se antoja estrictamente mosaica. Su credo se basa en los siguientes dogmas:

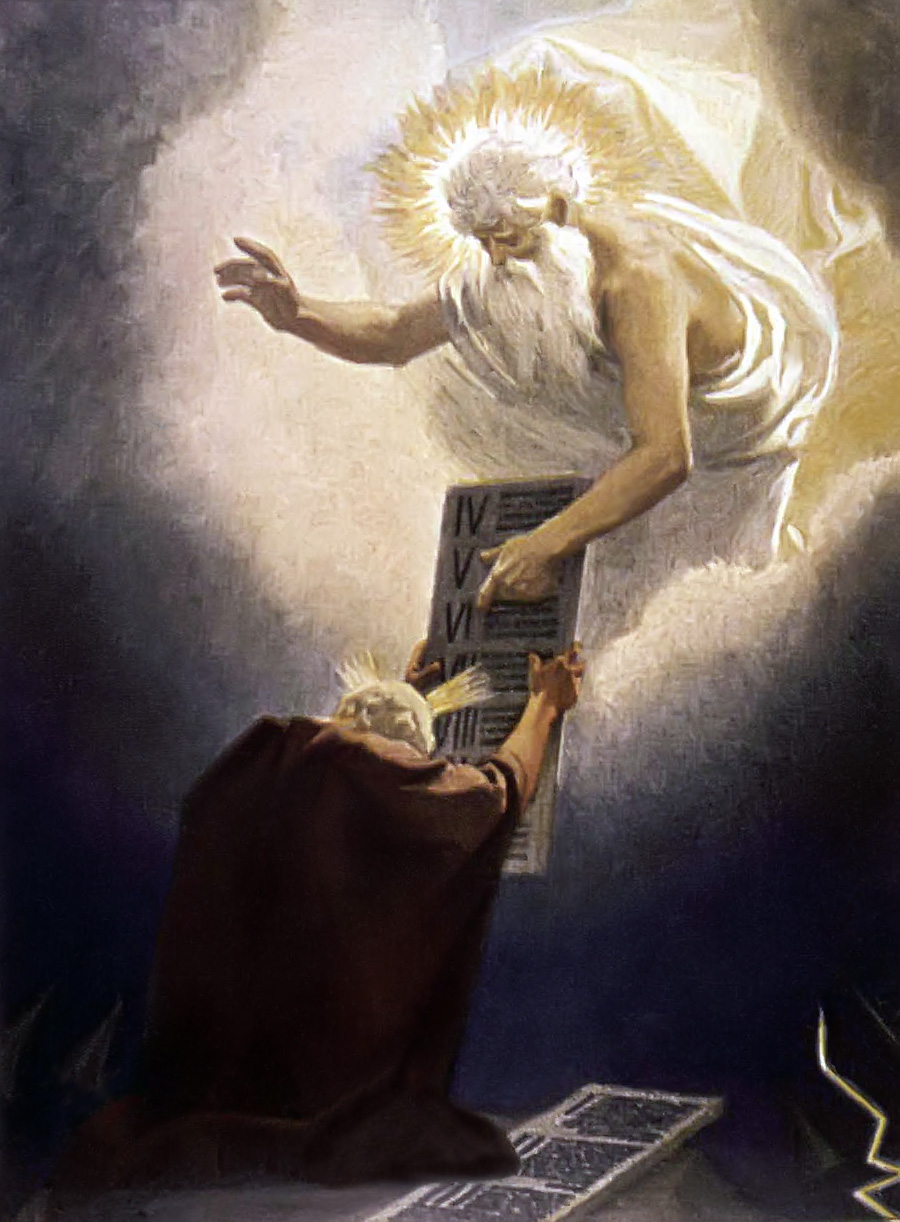
En la fe samaritana, la Ley fue dada por Dios a Moisés, quien es el único profeta.

1. Solo hay un único y verdadero Dios (Yahweh, el Dios de Israel[nota 1]).
2. La Ley fue dada por Dios a Moisés, quien es el único profeta.
3. Los Libros de la Ley de Moisés (el Pentateuco) son los únicos inspirados.
4. El Monte Guerizín, y no Jerusalén, es el único lugar escogido por Dios para reservarse un santuario verdadero, sede de su santidad. (Dt. 11:29 y 27:4.[nota 2])
5. Los sacerdotes son los intérpretes de la ley y los guardianes de la tradición.[nota 3]

Y también acepta la creencia en:
1. El Mesías (Taheb[nota 4]).
2. El Día del Juicio Final. (Dt. 32:34-35)
3. El Cielo y el Infierno.

Desde la escatología samaritana, la historia de la relación de Dios con Israel se puede contemplar por periodos de gracia: Desde la creación del mundo hasta el momento en que Dios se separa de su pueblo (Israel) tras la rebelión de Elí, se considera como el tiempo del favor divino (Rahuta). De ahí hasta nuestros tiempos se considera como el tiempo del disfavor divino (Fanuta), una era que acabará con la venida del Taheb al final de los tiempos, quien restablecerá el favor divino, vivirá ciento diez años e instaurará un segundo reino que durará cierto tiempo.

### Torá y lugar santo

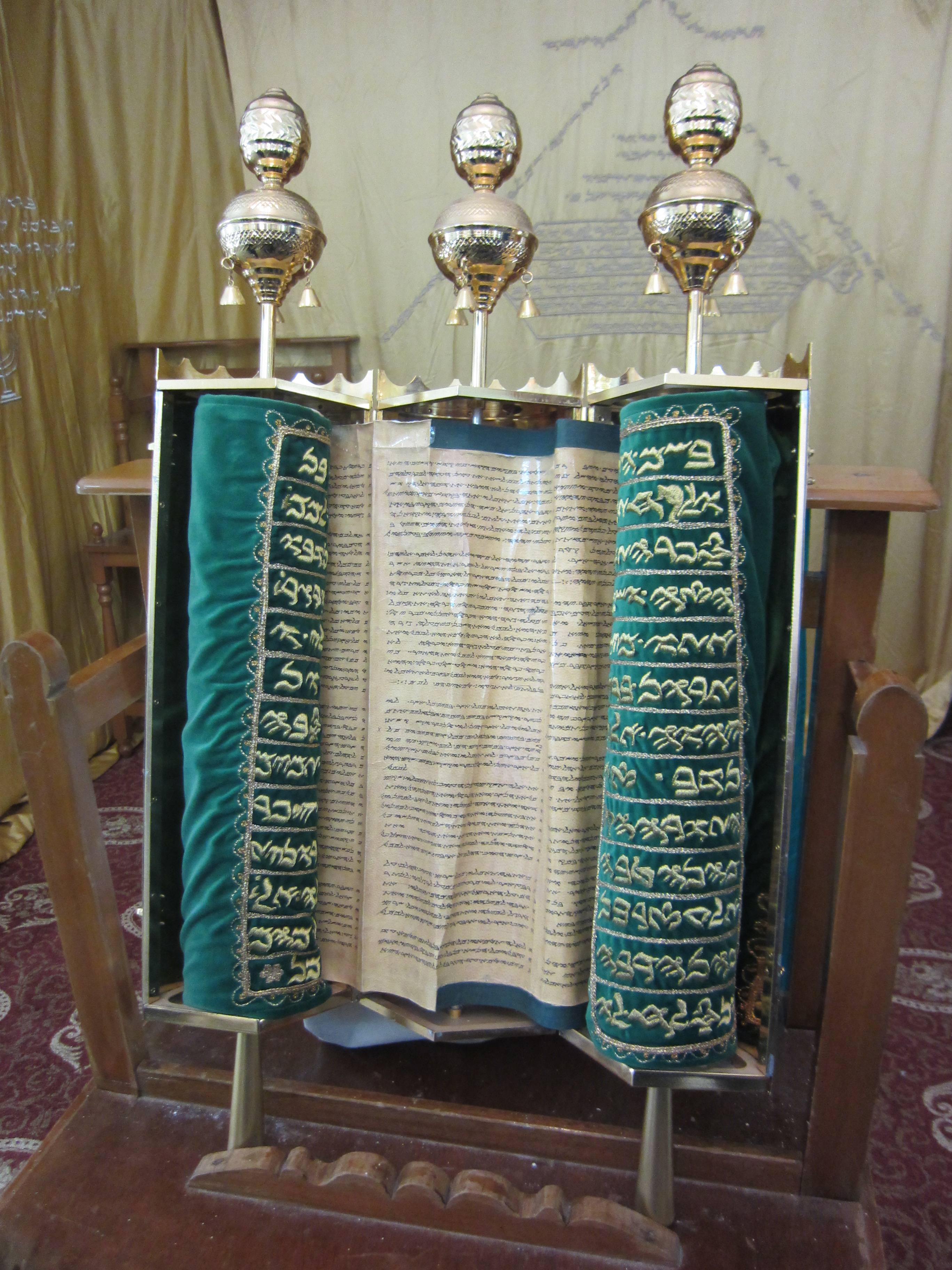
Torá expuesta en la sinagoga del monte Guerizín.

Como se ha señalado anteriormente, lo que más distingue a los samaritanos de los judíos es que ellos no reconocen la santidad que le atribuyen estos últimos al templo de Jerusalén, ya que para ellos Guerizín es el verdadero monte sagrado donde Dios reside, y solo aceptan la autoridad del Pentateuco en su versión samaritana; por lo que rechazan la de todos los demás libros de la Tanak que reconocen los judíos, así como toda la literatura judía posterior (como lo son las obras rabínicas clásicas del Talmud, el Midrás y la Tosefta).
Pero además, cabe considerar, que aunque la Torá samaritana es esencialmente idéntica a la de los judíos, tiene varias diferencias con respecto a los Textos Masoréticos; casi todas menores; pero las que revisten mayor importancia son aquellas que precisamente atañen a la situación del monte Guerizín como principal lugar de culto en vez de Jerusalén, debido a su carácter doctrinal. Sobre todo, en la versión samaritana de «los diez mandamientos», Dios da como décimo mandamiento que se le construya un altar, expresamente en el monte Guerizín, para que se le adore, una vez que los israelitas se hayan asentado en Canaán. Esto, sin que se rompa la concordancia de los demás mandamientos con los judaicos; pues, para los samaritanos, el 1.º mandamiento judeocristiano: «Yo soy el Eterno Yahweh, tu Dios, que te ha hecho salir de la tierra de Egipto, de la casa de servidumbre.»; no es más que una mera presentación; siendo, por tanto, el segundo mandamiento: «No tendrás otros dioses delante de mí. […]»; el primer mandamiento de la Torá samaritana; lo que deja lugar para el que es relativo a Guerizín, de modo que en ambas versiones se considere el mismo número de mandamientos. De hecho, desde la perspectiva samaritana, los rabinos judíos hicieron de la presentación un mandamiento a fin de mantener el nombre de «diez mandamientos» (que se menciona en Éxodo 34:28), luego de haber “corregido” su versión al retirar el décimo de los dos pasajes de ‘los diez mandamientos’ que hay en el Tanak (Éxodo 20:1-17 y Deuteronomio 5:5-21).
Y no solo eso, en concordancia con el décimo mandamiento de la Torá samaritana en que Dios escoge Guerizín como santuario, en otros pasajes del Pentateuco samaritano también se menciona sin equívocos que el monte Guerizín es “el lugar que Dios ha escogido” para su Templo en contraposición a la Torá judía que hace referencia al “lugar que Dios escogerá” (Dt. 12:1-28 y 16:2).

## El clero y el culto
Los samaritanos conservan la institución sacerdotal y la máxima posición dentro del samaritanismo la ostenta el Sumo Sacerdote, el cual es escogido de entre el seno de la casta sacerdotal de la comunidad, que se supone desciende por línea directa de la casa de Aarón, hermano de Moisés. Su residencia se encuentra en el monte Guerizín y, desde 1624, es el miembro de mayor edad a quien se escoge para el cargo.

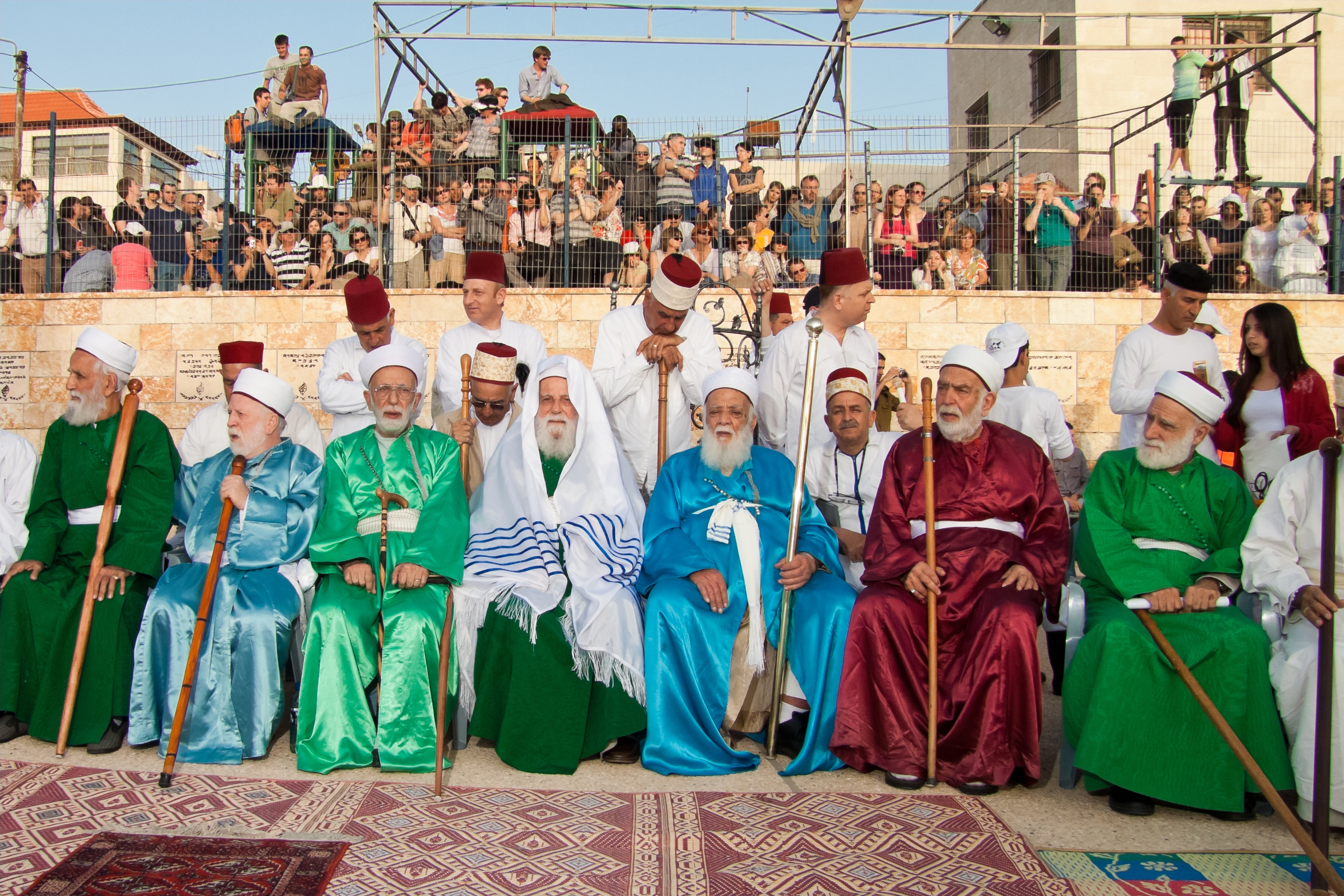
El sumo sacerdote acompañado de otros sacerdotes samaritanos en la celebración de la Pascua.
Después del sumo sacerdote están los demás sacerdotes. Los mayores suelen vestir de turbante rojo y sotana, aunque los sábados y otros días sacros cambian esa indumentaria por una más vistosa. La comunidad samaritana de Holón (Israel) tiene su propio sacerdote local.

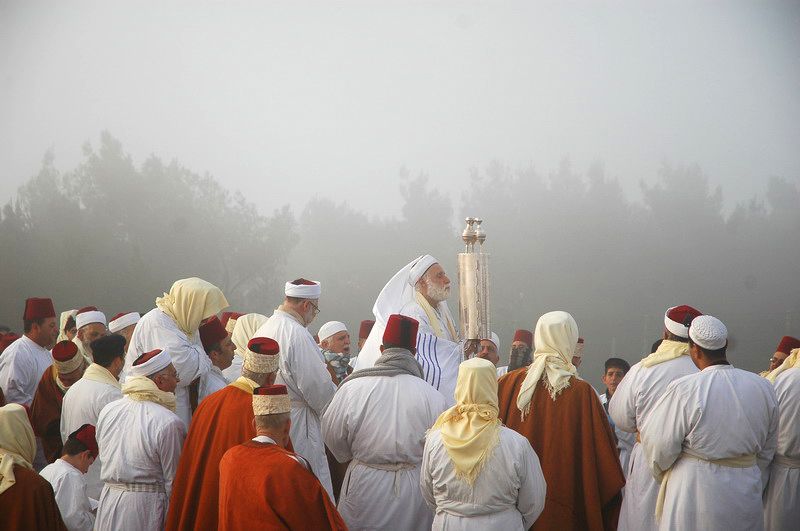
Sumo sacerdote encabeza procesión en Pascua.

En la religión samaritana está prescrito que los miembros de la familia sacerdotal no trabajen, sino solo en los asuntos religiosos (Levítico 21:12), y el resto de la comunidad contribuya a su manutención por medio de los diezmos y ofrendas (Levítico 2:1-10, 6:14-18, 27:30-32 y Números 18:24-28). No obstante, en nuestros días, el número de miembros de la familia sacerdotal se ha vuelto considerable en comparación con el resto de la comunidad samaritana (28% en 2003), de modo que se ha vuelto impráctico este esquema tradicional y los miembros de la familia sacerdotal han tenido que buscar trabajo como cualquier otro samaritano.

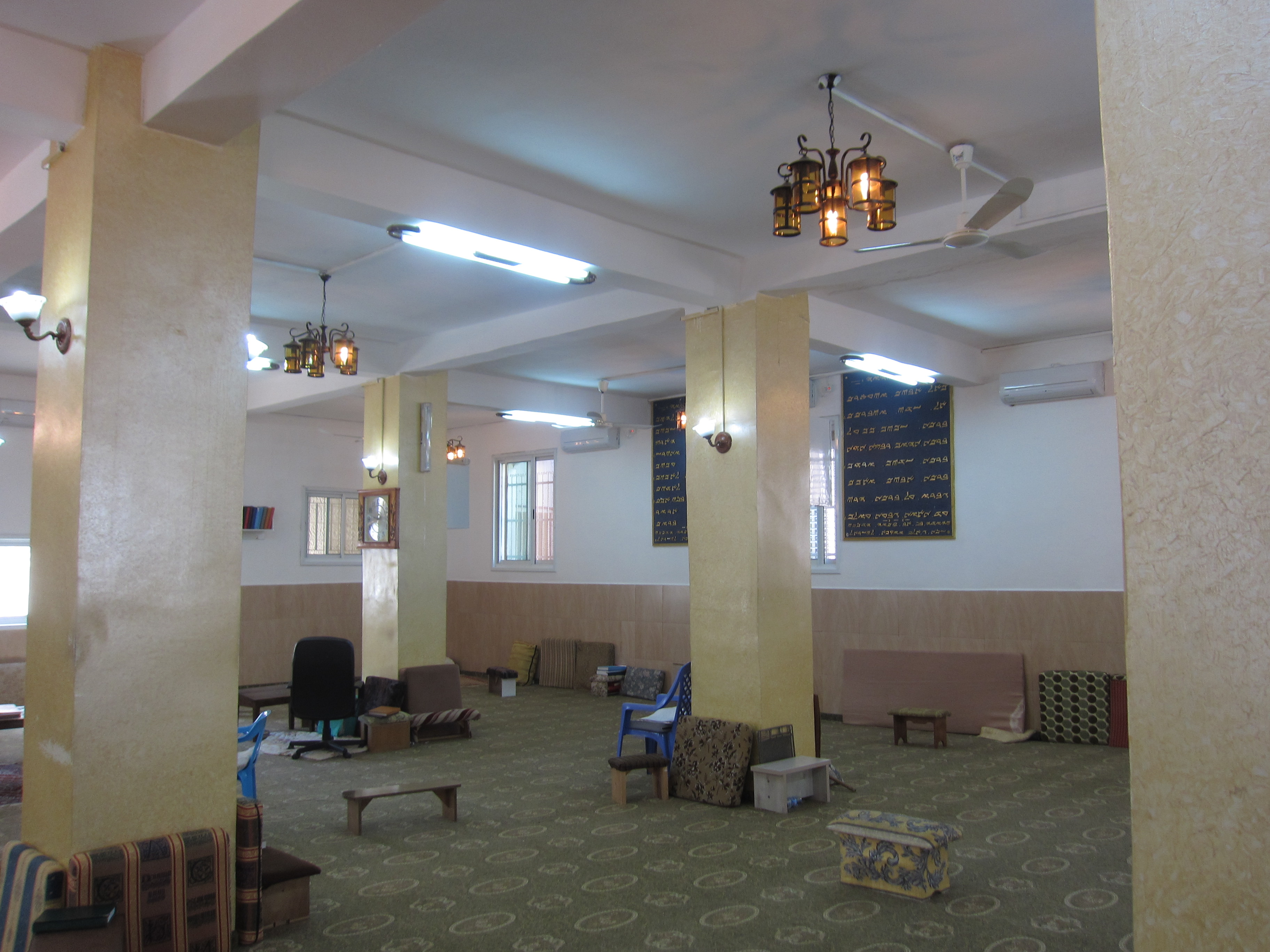
Interior de la sinagoga samaritana del monte Guerizín.

Sin embargo, cabe añadir que en la sociedad samaritana, de la estirpe de la familia sacerdotal no solo provienen los sacerdotes, sino también los líderes de oraciones (imanes) y los rabinos, quienes enseñan el antiguo idioma samaritano.
Las sinagogas samaritanas se orientan hacia Guerizín y suelen ubicarse a las afueras de los poblados (Éxodo 33:7), los símbolos con que están decoradas son todos exclusivamente mosaicos: menorás, shofares, trompetas, cabezas de palomas, borregos y chivos. Actualmente solo hay dos principales sinagogas samaritanas: una en Kiryat Luza (Guerizín) y otra en Holón, que no tiene la misma importancia de la primera.

## Fiestas religiosas
La principal fiesta religiosa de los samaritanos es la fiesta de la Pascua que conmemora la salida del pueblo hebreo de Egipto. Pero, a diferencia de los judíos, quienes lo han abandonado, los samaritanos conservan el sacrificio pascual, el cual se efectúa la víspera de la ‘Fiesta de los panes sin levadura’ en el monte Guerizín en presencia de toda la congregación.
Sacrificio de la Pascua en el monte Guerizín.
Tres veces al año, los samaritanos peregrinan al monte Guerizín. La primera peregrinación es en el séptimo día de la Pascua; la segunda es el día de Pentecostés y la tercera es en el primer día de la ‘Fiesta de los tabernáculos’. Estos tres peregrinajes son idénticos a las tres fiestas de peregrinación judías a Jerusalén. (Éxodo 23:14-17, 34:18-23 y Deuteronomio 16:16).
El calendario samaritano, al igual que calendario judío, es un calendario lunar de ciclos de 19 años y su diferencia con aquel estriba en la alternancia de los años de 13 meses que ajustan el calendario al año solar, pues su estimación es diferente.
Por tal razón, las celebraciones samaritanas caen a veces en las mismas fechas que las celebraciones judías correspondientes y, otras, con un mes de retraso, o al revés. Para una ejemplificación de la calendarización de las celebraciones religiosas de los samaritanos con respecto a las celebraciones judías, he aquí una tabla con las fechas correspondientes para el año 2002:
| Fiesta samaritana                                                        | Fecha de la fiesta samaritana en el calendario civil    | Fiesta judía                                                                 | Fecha de la fiesta judía en el calendario civil            |
| ------------------------------------------------------------------------ | ------------------------------------------------------- | ---------------------------------------------------------------------------- | ---------------------------------------------------------- |
| 1. Sacrificio de la Pascua.                                              | Viernes, 26 de abril de 2002.                           | «Abandonada por los judíos en tiempos de Gamaliel II.»                       | «Abandonada por los judíos en tiempos de Gamaliel II.»     |
| 2. Pascua.                                                               | Sábado, 27 de abril de 2002.                            | Pascua (Pésaj).                                                              | Jueves, 28 de marzo de 2002.                               |
| 3. Fiesta de los panes sin levadura.                                     | Del sábado, 27 de abril, al viernes, 3 de mayo de 2002. | Fiesta de los panes sin levadura (Ḥag haMatzot).                             | Del jueves, 28 de marzo, al miércoles, 3 de abril de 2002. |
| 4. Día solemne de la Pascua. [Primera peregrinación al monte Guerizín]   | Viernes, 3 de mayo de 2002.                             | Séptimo día de la Pascua.                                                    | Miércoles, 3 de abril de 2002.                             |
| 5. Aniversario del Día del Sinaí. [La entrega de los Diez Mandamientos]  | Miércoles, 12 de junio de 2002.                         | Pentecostés (Shavuot).                                                       | Viernes, 17 de mayo de 2002.                               |
| 6. Pentecostés. [Segunda peregrinación]                                  | Domingo, 16 de junio de 2002.                           | Pentecostés (Shavuot).                                                       | Viernes, 17 de mayo de 2002.                               |
| 7. Fiesta del Mes Séptimo.                                               | Domingo, 6 de octubre de 2002.                          | Fiesta de las Trompetas (Rosh Hashanah). [Año nuevo judío]                   | Viernes, 6 de septiembre de 2002.                          |
| 8. El Día de la Expiación. [Ayuno]                                       | Martes, 15 de octubre de 2002.                          | El Día de la Expiación (Yom Kippur).                                         | Lunes, 16 de septiembre de 2002.                           |
| 9. Día solemne de la Fiesta de los Tabernáculos. [Tercera peregrinación] | Domingo, 20 de octubre de 2002.                         | Inicio de la Fiesta de los Tabernáculos.                                     | Sábado, 21 de septiembre de 2002.                          |
| 10. La Fiesta de los Tabernáculos.                                       | Del domingo 20, al sábado 26 de octubre de 2002.        | La Fiesta de los Tabernáculos (Succot).                                      | Del sábado 21, al viernes 27 de septiembre de 2002.        |
| 11. Fiesta del Día Octavo.                                               | Domingo, 27 de octubre.                                 | Día Octavo de la Asamblea y Gozo de la Torá (Shemini Atseret Sim’hat Torah). | Sábado, 28 de septiembre de 2002.                          |

De manera que los samaritanos comparten con los judíos las celebraciones mosaicas, solo que ellos no celebran un considerable número de festividades y conmemoraciones judías establecidas con posterioridad a su ruptura (tales como la 'Fiesta de las Luminarias' (Hanukkah) o «los cuatro ayunos») al no estar ninguna de ellas prescritas en el Pentateuco.
El año nuevo samaritano no coincide con el año nuevo judío, pues se celebra 14 días antes de la Pascua, conforme al calendario litúrgico, y no en la ‘Fiesta de las Trompetas’, el primero de Tisrei, como lo hacen los judíos.

## Otras prácticas y costumbres

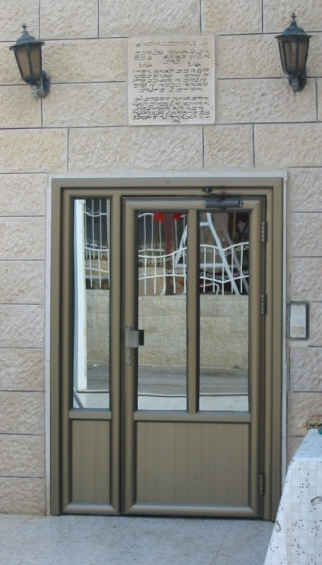
Mezuzá samaritana en una entrada.

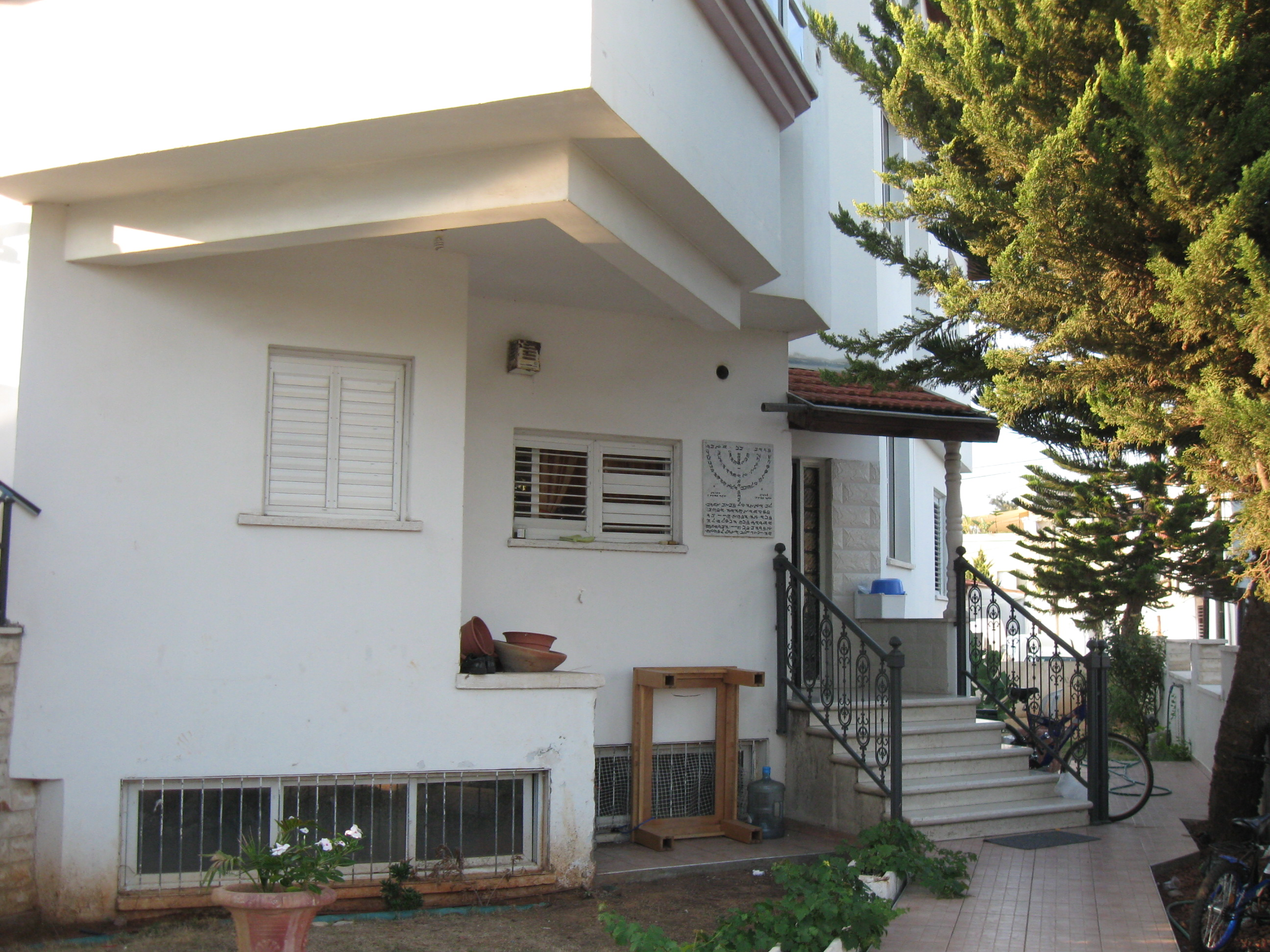
Residencia samaritana en Holón (Israel) en la que se distingue una inconfundible mezuzá samaritana.

Además de los ritos antes mencionados, los samaritanos observan estas prácticas que los identifican como pueblo:
- Vivir cerca del monte Guerizín: Lo que ahora es eximible en razón de la instalación de una parte de la comunidad samaritana en Israel.
- La participación obligatoria de toda la comunidad en el sacrificio de la Pascua en Guerizín.[nota 11]
- Guardar el sábado: Que comprende la prohibición de prender la luz ese día.
- La circuncisión de los niños varones al octavo día del nacimiento, conforme al Levítico.
- El respeto de las reglas de pureza prescritas por la Torá: Para las cuales los samaritanos tienen una interpretación a menudo más estricta.[nota 12][27]

Los samaritanos acostumbran unos mezuzot muy peculiares, mucho más grandes que los judíos que son más discretos. No se enrollan para depositarlos en un canuto o estuche como los tradicionales que usan los judíos, sino que su contenido queda a la vista del transeúnte, pues en realidad se tratan de unas placas de mármol o, si no, de pergaminos que cuelgan en las paredes de sus casas con una bella caligrafía hebrea tradicional. Pero, al igual que los judíos, los samaritanos piensan que cuantos más se tengan, mejor.
Los samaritanos rechazan el uso de filacterias, al modo de los antiguos saduceos. El símbolo que los identifica es la menorá, mientras que la estrella de David (la cual incluso aparece en la bandera del moderno Israel), por el contrario, no la utilizan, ya que es un símbolo propiamente judío, del cual no se hace mención en la Biblia y que, además, no fue adoptado por los judíos sino hasta hace relativamente poco tiempo.
Al revés de como sucede con los judíos, para los cuales la condición como judío se transmite vía materna, la condición de samaritano se transmite por el padre. Lo que ha permitido la aparición reciente y limitada de matrimonios de varones samaritanos con mujeres extranjeras.
No hay ningún rito específico de conversión en el samaritanismo, pues para poder integrarse a la comunidad samaritana solo se pide, en principio, la aceptación de su fe y de sus prácticas, lo cual implica acatar sus reglas y normas, muchas de las cuales son tomadas de la Torá.
Los entierros se realizan en la cima del monte Guerizín o, bien, en la sección samaritana del cementerio de Kiryat Shaul, en Tel Aviv, para la comunidad samaritana radicada en Israel.

## Literatura

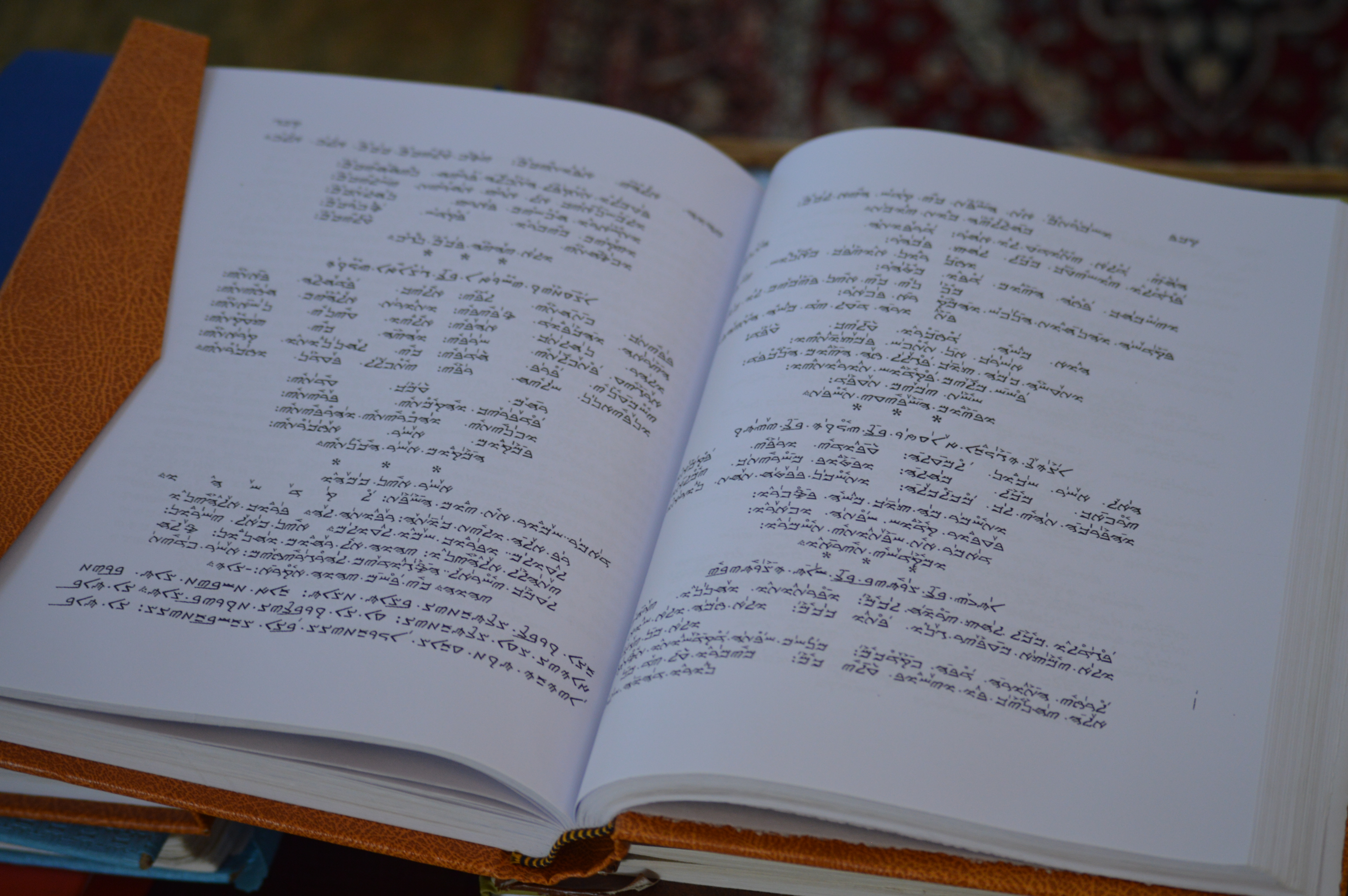
Los samaritanos tienen su propia literatura religiosa.

Los samaritanos tienen su propio cuerpo literario de tradiciones e interpretación sacra en torno a su religión, parecido a como sucede en el judaísmo. Entre las obras samaritanas en este sentido se pueden citar:
- Torá
  - Pentateuco samaritano: Único texto inspirado.
- Crónicas: Obras de carácter histórico pero con cierto contenido religioso.
  - La Tolidá: De la Creación al tiempo de Abisúa.
  - La crónica de Josué (Sefer ha-Yamim): Israel en tiempos del favor divino (siglo IV, en árabe y arameo).
  - Adler: Israel desde el fin del favor divino hasta el exilio.
- Halaca (siglo XVIII)
  - El Hiluk: Código haláquico (matrimonio, circuncisión, etc.).
  - El Kitab at-Tabbah: Halaca e interpretación de algunos versos y capítulos de la Torá, escrito por Abu al-Hassan (siglo XII d. C.).
  - El Kitab al-Kafi: Halaca de Yosef al-Ascar (siglo XIV d. C.).
- Midrás hagádica
  - Al-Asatir: Tradiciones y leyendas en arameo (de los siglos XI y XII d. C.).
  - Abu’l Hasan al-Suri
  - La Enseñanza de Marco (Memar Marqah): Importante texto en arameo atribuido a Marco, un filósofo samaritano del siglo IV de la era cristiana. Es una obra escolástica que trata diversos aspectos, comprende una exégesis bíblica, de los cantos y de las plegarias, una aproximación filosófica de las cuestiones religiosas y, en suma, una teología.
  - Finés, acerca del Mesías (Taheb)
  - El nacimiento de Moisés (Molad Maseh)
- Himnarios
  - Defter: Libro de cantos y oraciones que juega un rol importante en la liturgia.

## Relación con otras religiones

### Relación con el judaísmo
Los samaritanos no suelen ser reconocidos como judíos por los judíos ortodoxos, en especial por los rabinos judíos, pese al claro parentesco que guardan ambos grupos. Este rechazo se fundamenta en los registros de los Libros de los Reyes, según los cuales, los samaritanos son descendientes de los habitantes del Reino de Israel deportados por Asiria alrededor del año 720 a. C. que se habrían mestizado con la población pagana local y por tanto no serían descendientes puros de los israelitas.
En el Talmud babilónico se indica que, a fin de convertirse al judaísmo, la primera condición que un samaritano debe cumplir es renunciar a cualquier creencia en la santidad del monte Guerizín. No obstante, también señala que a los samaritanos se les debe tratar como judíos en asuntos donde sus prácticas sean iguales a las de los judíos y, como gentiles, cuando difieran.
Desde el siglo XIX, los judíos han considerado a los samaritanos como una secta judía, incluso al punto de que han llegado a darles el estatus de ‘judíos samaritanos’.
Por su parte, los samaritanos se refieren a sí mismos como “hijos de Israel” que es un término usado por todas las sectas hebreas como un concepto que identifica al pueblo israelita como un todo unitario. Pero, evidentemente, no por ello se refieren a sí mismos como “judíos” que es un concepto aparte.

### Relación con el cristianismo
En los Evangelios se puede hallar la Parábola del buen samaritano, así como algunas otras alusiones que indican que los judíos y los samaritanos no se frecuentaban. Sin embargo, tales historias, más bien, hacen referencia a la relación entre el samaritanismo y el judaísmo en tiempos de Jesús, y no a la verdadera relación del samaritanismo con el cristianismo. Las cuales no parecen haber sido del todo tolerantes durante los primeros siglos de la era cristiana, pues el Imperio bizantino (cristiano) persiguió a los samaritanos, prácticamente aniquilándolos, luego de las sublevaciones samaritanas de los siglos V y VI. Pero, fuera de esta relación histórica, la influencia religiosa de alguna de las dos religiones sobre la otra se advierte débil, si no es que nula.

### Relación con el islam
Los samaritanos son reconocidos como “gentes del Libro” por el Islam, con un estatus (más o menos aplicado según las épocas) de dhimmi. Nuevamente, la mutua influencia parece nula. El samaritanismo era ya una religión minoritaria al advenimiento del Islam, hecho que explica con facilidad la ausencia de influencia sobre la nueva religión. En cambio, los samaritanos han vivido catorce siglos de dominación musulmana, por lo que una influencia en sentido contrario parecería más factible; sin embargo, aun así, si, bien, la cultura árabe-musulmana ha marcado profundamente la cultura de los samaritanos en tanto como pueblo, en cuanto a religión, no ha pasado lo mismo, pues el islam no ha dejado trazas significativas en la teología o las prácticas religiosas de estos.